# Tania Bambaci
Tania Bambaci, née le 11 août 1990 à Barcellona Pozzo di Gotto est un mannequin italien.

## Biographie

### Carrière
En 2008, elle remporte le concours italien nommé Italian pageant Una Ragazza per il Cinema. 
En 2011, elle a remporté le concours de beauté international Mlle Regina d'Europa 2011. 